# Slag bij Mbumbi
De Slag bij Mbumbi was een militaire confrontatie in 1622 tussen Portugees Angola en het koninkrijk Kongo. Hoewel de Portugezen als overwinnaars uit de strijd kwamen, vormde de slag het keerpunt dat het koninkrijk Kongo ertoe aanzette de Portugezen uit hun gebied te verdrijven.

## Situatie vóór de strijd
Portugees Angola werd in 1575 gesticht als beloning aan de Portugezen voor hun hulp aan het koninkrijk Kongo bij het verslaan van de Jagas, die in 1568 het rijk binnenvielen. Na een mislukte poging om het koninkrijk Ndongo te veroveren, sloot gouverneur Mendes de Vasconcellos een alliantie met de Imbangala, een volk dat in zowel Europese als Kongolese bronnen wordt omschreven als huurlingen afkomstig ten zuiden van de Kwanzarivier. De gouverneur zette hen in om Ndongo te vernietigen en profiteerde intussen van de slavenhandel die uit het conflict voortkwam.
In 1621 werd Vasconcellos opgevolgd door João Correia de Sousa. Deze hoopte op vergelijkbare voordelen door de Imbangala los te laten op Kongolees grondgebied. Zijn eerste doelwit was het bosrijke gebied Kazanze, een vazalstaat van Kongo die als toevluchtsoord diende voor gevluchte slaven uit Angola. Vervolgens gaf Correia de Sousa bevel aan kapitein-majoor Pedro de Sousa Coelho om met 20.000 Mbundu en Portugezen, vergezeld door een Imbangala-eenheid, het gebied Nambu a Ngongo binnen te vallen, gelegen in de Kongolese provincie Mbamba. Dit gebied viel snel, nadat de lokale heer was gevlucht naar de handelsstad Bumbi.

## Voorbereiding
Kapitein-majoor Sousa Coelho trok met een leger van 30.000 man op naar Bumbi. Het merendeel bestond uit Mbundu-boogschutters, aangevuld met zware infanterie en Imbangala-huurlingen. In de stad voerden de hertog van Mbamba, Paulo Afonso, en de markies van Pemba, Cosme, het bevel over de Kongolese troepen. Zij hadden ongeveer 3.000 lichte infanteristen verzameld, voornamelijk boogschutters, versterkt door 200 edelen die vochten als traditionele zware infanterie met zwaard en schild.
Vlak voor de slag op 18 december 1622 ging de hertog van Mbamba te biecht en ontving hij de heilige sacramenten. Daarna bewapende hij zich met zwaard, schild en relikwieën van diverse heiligen.

## Strijd
De troepen van de hertog openden de aanval en wisten de Mbundu-boogschutters, inmiddels aangegroeid tot zo'n 30.000 man, op de vlucht te jagen. Maar zoals eerder in Ndongo, weigerden de Imbangala-huurlingen zich terug te trekken. In een vernietigende tegenaanval brachten zij het Kongolese leger zware verliezen toe.
De hertog, de markies, 90 lagere edelen en duizenden gewone soldaten vonden de dood. Volgens jezuïetenverslagen maakten de Portugezen talloze krijgsgevangenen tot slaaf en plunderden ze de hele nederzetting, zelfs eigendommen van gevestigde Portugezen werden niet gespaard. De Imbangala volgden hun gebruik en pleegden kannibalisme op vele gevangenen en gesneuvelden, waaronder de lichamen van de hertog van Mbamba en de markies van Pemba.

## Nasleep
De Slag bij Mbumbi schokte het gehele koninkrijk Kongo. Door het hele rijk braken anti-Portugese rellen uit, wat leidde tot grootschalig bloedvergieten. De pas gekroonde koning Pedro II zag zich genoodzaakt de overgebleven Portugezen die nog konden worden gered, onder zijn bescherming te plaatsen in zijn kamp bij Mbanda Kasi, waar hij zijn troepen bijeenbracht voor een tegenaanval.
De Portugese overwinning bij Mbumbi betekende het definitieve einde van de vriendschappelijke betrekkingen tussen Kongo en Portugal. Kongo verklaarde de oorlog aan Angola, verdreef de Portugezen uit zijn grondgebied en wist zelfs delen te veroveren die eerder onder Portugees bestuur vielen.
Een blijvend gevolg van de slag was de briefcampagne van koning Pedro II aan de Nederlanders, waarin hij een alliantie voorstelde, een bondgenootschap dat twintig jaar later zou uitmonden in de Nederlandse invasie van Angola.